# ProjeKct
ProjeKct (in deze spelling) is een verzinsel van de Britse groep King Crimson.
Op een gegeven moment bestond KC uit 6 leden:
- Robert Fripp;
- Adrian Belew
- Trey Gunn
- Tony Levin
- Pat Mastelotto en
- Bill Bruford.

Alle bovengenoemde musici vonden King Crimson een erg strak keurslijf worden. Dat keurslijf was wel nodig want om de groep met zes verschillende karakters bij elkaar te houden waren van de zes leden behoorlijke inspanningen nodig. De ProjeKcts werden verzonnen om stoom af te blazen en bestonden uit willekeurige musici uit de groep van zes. Een andere reden was dat King Crimson een dermate grote populariteit kreeg, dat men verwachtte dat de groep door de hooggespannen verwachtingen (weer) zou bezwijken. 
Het heeft inderdaad een tijdje gewerkt, maar met name Bruford viel steeds buiten de boot. Hij was (nog) druk bezig met zijn privéband Earthworks, een jazzrock-achtige band. Ook andere combinaties bleken niet het effect te hebben, waarop van de voren was gehoopt.
ProjeKcts stierf daarom eind jaren 90 van de 20e eeuw een stille dood. Tot dan toe waren er vier versies van ProjeKcts tot opnamen gekomen. Niet al die opnamen zijn via reguliere Cd's uitgegeven. Sommigen alleen in de Fanclubserie.
ProjeKcts:

## ProjeKct One
bestond uit Fripp, Gunn, Levin en Bruford.

## ProjeKct Two
bestond uit Belew, Fripp en Gunn.

## ProjeKct Three
bestond uit Fripp, Gunn en Mastelotto.

## ProjeKct Four
bestond uit Fripp, Levin, Gunn en Mastelotto.

## ProjeKct Six
Bestond uit Fripp en Belew

## ProjeKct Ten
Bestond uit Fripp, Belew, Gunn en Mastelotto.

## The Crimson Projekct
The Crimson Projekct bestond in basis uit een drietal musici, die ooit onderdeel waren in een van de versies van King Crimson. Tony Levin, Pat Mastelotto en Adrian Belew organiseerden in augustus 2011 een seminar onder de titel "3 of a Perfect Pair Camp". De naam verwees naar serie van drie albums uit de jaren tachtig van King Crimson: Disciplie, Beat en Three of a perfect pair. Tijdens de daarbij verzorgde optredens werd de band uitgebreid met Markus Reuter (samen met Levin, Mastelotto  uit Stick Men) en Julie Slick met Tobias Ralph (beiden uit het Adrian Belew Power Trio). Zo ontstond weer een groep die een gelijke samenstelling had als het dubbeltrio, waaronder King Crimson opnam en toerde. Robert Fripp, leider van King Crimson, deed niet mee. In de zomer van 2012 verzorgde het zestal een aantal concerten met Dream Theater, waarbij de bandnaam The Crimson Projekct werd geïntroduceerd. Die naam was nu juist wel weer afkomstig van Fripp (aldus een mededeling in zijn dagboek van 14 april 2012). Daarna volgden optredens in de Verenigde Staten, maar ook in Rusland en Japan (2013). In 2014 kwam de band in de samenstelling terug voor optredens in Australië, Nieuw-Zeeland en Europa. Om verspreiding van bootlegs tegen te gaan, gaat Discipline Global Music, het platenlabel van King Crimson van de drie Japanse concerten van 15, 16 en 17 maart 2013 een drietal Officlial bootlegs uit (1 per avond). Het beste van de drie albums werd wereldwijd verspreid onder de titel Live from Tokyo (2015). 

## Albums
- P1;

1. Jazz Café Suite (1-4 december 1997)

- P2;

1. Live in Chicago (4 juni 1998)
2. Live in Northampton (1 juli 1998)

- P3;

1. Live in Austin (25 maart 1999)
2. Live in Alexandria (3 maart 2003)

- P4:

1. Live in San Francisco (1 november 1998)

- P6:

1. East coast live (2006)

- p10:

1. Heaven and earth

- The Crimson Projekct

1. The Crimson Projekct live in Tokyo